# العلاقات البرازيلية الباكستانية
العلاقات البرازيلية الباكستانية هي العلاقات الثنائية التي تجمع بين البرازيل وباكستان.

## مقارنة بين البلدين
هذه مقارنة عامة ومرجعية للدولتين:
| وجه المقارنة                                              | البرازيل | باكستان                     |
| --------------------------------------------------------- | --- | --------------------------- |
| المساحة (كم2)                                             | 8.52 مليون | 881.91 ألف                  |
| عدد السكان (نسمة)                                         | 202.66 مليون | 197.02 مليون                |
| الكثافة السكانية (ن./كم²)                                 | 23.79 | 223.4                       |
| العاصمة                                                   | برازيليا، ريو دي جانيرو | إسلام آباد                  |
| اللغة الرسمية                                             | برتغالية برازيلية، Brazilian Sign Language ‏ | لغة إنجليزية، اللغة الأردية |
| العملة                                                    | ريال برازيلي، كروزيرو ريال برازيلي ‏، كروزيرو البرازيلية (1990–1993)، البرازيلي كروزادو نوفو، كروزادو برازيلي، cruzeiro ‏، كروزيرو البرازيلية (1942–1967)، الريال البرازيلي (قديم) | روبية باكستانية             |
| الناتج المحلي الإجمالي (بليون دولار)                      | 2.06 تريليون | 304.95 مليار                |
| الناتج المحلي الإجمالي (تعادل القوة الشرائية) بليون دولار | 3.22 تريليون | 946.67 مليار                |
| الناتج المحلي الإجمالي الاسمي للفرد دولار أمريكي          | 8.54 ألف | 1.43 ألف                    |
| الناتج المحلي الإجمالي للفرد دولار أمريكي                 | 15.89 ألف | 4.81 ألف                    |
| مؤشر التنمية البشرية                                      | 0.754 | 0.538                       |
| رمز المكالمات الدولي                                      | +55 | +92                         |
| رمز الإنترنت                                              | .br | .pk                         |
| المنطقة الزمنية                                           | | ت ع م+05:00                 |

## منظمات دولية مشتركة
يشترك البلدان في عضوية مجموعة من المنظمات الدولية، منها:
| علم المنظمة | اسم المنظمة                        | تاريخ انضمام البرازيل | تاريخ انضمام باكستان |
| ----------- | ---------------------------------- | --------------------- | -------------------- |
|             | الاتحاد البريدي العالمي            | ?                     | ?                    |
|             | يونسكو                             | 4 نوفمبر 1946         | 14 سبتمبر 1949       |
|             | البنك الدولي للإنشاء والتعمير      | 14 يناير 1946         | 11 يوليو 1950        |
|             | منظمة التجارة العالمية             | ?                     | ?                    |
|             | وكالة ضمان الاستثمار متعدد الأطراف | 7 يناير 1993          | 12 أبريل 1988        |
|             | الاتحاد الدولي للاتصالات           | 4 يوليو 1877          | 26 أغسطس 1947        |
|             | منظمة الشرطة الجنائية الدولية      | ?                     | ?                    |
|             | مؤسسة التمويل الدولية              | 31 ديسمبر 1956        | 20 يوليو 1956        |
|             | الأمم المتحدة                      | 24 أكتوبر 1945        | 30 سبتمبر 1947       |
|             | الفريق المعني برصد الأرض           | ?                     | ?                    |
|             | منظمة حظر الأسلحة الكيميائية       | ?                     | ?                    |

## وصلات خارجية
- موقع وزارة الخارجية البرازيلية
- موقع وزارة الخارجية الباكستانية